# 麦高证券
麦高证券有限责任公司，原名网信证券有限责任公司、诚浩证券有限责任公司、沈阳诚浩证券经纪有限责任公司、沈阳财政证券公司，是由张振新的联合创业集团控股的证券公司，后者持股55.61%。
2017年以来，网信证券在中华人民共和国证券公司分类中就处于较低的CCC级别，以营业收入、净利润计算的经营业绩则在中国大陆所有券商中垫底。2018年以来，网信证券连亏三年，负债累累，资不抵债。2018年12月，虞城县农村信用合作联社向中国国际经济贸易仲裁委员会申请财产保全，北京市第二中级人民法院根据仲裁委员会申请冻结网信证券财产，引发社会对网信证券负债情况的关注。2019年2月开始，网信证券的资产管理计划、质押式回购、债券买断、债券代持等业务相继出现违约。2019年5月，中国证监会辽宁监管局开始对该证券公司实施风险监控，派驻工作组展开检查，网信证券根据监管指导处理风险，压缩业务规模，维持业务稳定。2021年7月15日，根据中国证监会通报显示，沈阳市中级人民法院已裁定受理网信证券的破产重整申请。
2021年7月24日，中国证券监督管理委员会发布《2021年证券公司分类结果》，其中网信证券被评为D级，与2020年持平，仍是中国券商公司中业绩最低。<ref>. 界面新闻.   [2021-11-19]. （原始内容存档于2021-11-14）.</ref>

## 破产重组
2020年起，网信证券开始推进破产重组。当年7月，网信证券向沈阳中院提出破产重组申请；9月，指南针、瑞达期货、好买财富、麟龙股份报名参与网信证券破产重整投资人的招募和遴选，瑞达期货之后宣布退出。2022年2月，网信证券重整投资方案落地，指南针获选为重整投资人。2月10日指南针公告称，公司收到管理人通知，根据网信证券破产重整案第二次临时债权人会议结果，确定公司为网信证券重整投资人。拿下控制权后，指南针向网信证券增资。2022年4月30日，公司作为网信证券重整投资人，拟向网信证券管理人支付现金15亿元用于清偿网信证券债务。次月，指南针称，拟向特定对象募资不超过30亿元，用于增资全资子公司网信证券，并称，此次募资有助于网信证券彻底摆脱历史经营困境，有助于公司真正完善业务布局，提升核心竞争力。
作为中国最早一批金融信息服务商，指南针收购网信证券意图复制东方财富证券所取得的成功。“麦高证券”名字的寓意也受到了很多调侃和猜测，如“麦高”=“卖的高”、“My God”等，也被认为是向中信证券的花名“麦子店高盛”致敬。